# Avenida Abancay
La avenida Abancay es una de las principales avenidas de la ciudad de Lima, capital del Perú. Determina el margen este del Damero de Pizarro, en el centro histórico de Lima. En su recorrido de norte a sur, ocupa 11 cuadras desde el puente Ricardo Palma, que cruza el río Rímac, hasta la avenida Miguel Grau. Su trazo es continuado hacia el sur por la avenida Manco Cápac, que se interna en el distrito de La Victoria. Cuenta con carriles exclusivos para buses de transporte público.
La avenida fija el límite entre el Damero de Pizarro y los Barrios Altos. Actualmente, es la segunda arteria más congestionada de la ciudad debido a la circulación de 43 rutas de transporte público, esto sumado al transporte privado. Ello la convierte en una de las vías de mayor contaminación ambiental y sonora de la urbe.
En 1947, se iniciaron trabajos para el ensanchamiento del entonces jirón Abancay y dar lugar a la actual avenida Abancay en la que durante el gobierno de Manuel A. Odría se construyeron edificios que albergaron a los ministerios de economía y de educación.

## Nombres antiguos de las cuadras de la avenida Abancay
Desde la fundación de Lima y hasta 1861, las calles en Lima tenían un nombre por cada cuadra. Así, una misma vía estaba conformada en realidad por varias calles. Es por ello, que antes de que esta vía fuera llamada jirón Abancay, cada una de sus 11 cuadras tenía un nombre distinto.
- Cuadra 1: llamada Juan de la Coba tomando el nombre de un personaje popular de la ciudad que vivió en esa calle en el siglo XVII.[4]
- Cuadra 2: llamada Trapitos, desconociéndose el motivo de ese nombre.[5]
- Cuadra 3: llamada Compás de la Concepción, llamada así porque era la parte sin construir del convento de la Concepción y, en esos tiempos, esa zona era llamada compás.[6]
- Cuadra 4: llamada Cascarilla, llamada así porque en un local situado en ella, los religiosos jesuitas expendían al público la corteza antifebrífuga de la quina o cascarilla.[7]
- Cuadra 5: llamada Santa María, llamándose así por los Marqueses de Santa María de Pacoyán que habitaron en esa calle.[8]
- Cuadra 6: llamada Sagástegui, no habiendo consenso al respecto ya que también podía ser "Sagasti" o "Zugasti". En ambos casos existieron personajes con dichos apellidos que pudieron dar origen al nombre de la calle.[9]
- Cuadra 7: llamada Pileta de Santa Teresa. Llamándose así por la homónima iglesia del Monasterio Carmelita de Santa Teresa. Su aspecto fue profundamente alterado cuando se abrió la avenida[10]
- Cuadra 8: llamada Hospicio de Cándamo.
- Cuadra 9: llamada Zepita.

Con el programa de ampliación de calles en el siglo XX, nuevas cuadras fueron creadas a lo largo de la avenida.
- Al ampliarse el jirón Abancay por el norte, a través del Convento de San Francisco, se creó la actual primera cuadra.
- Al crearse el tramo este de la avenida Nicolás de Piérola (conocido como Colmena Izquierda), la calle Hospicio de Cándamo quedó dividida, formándose la actual cuadra 10 de la avenida.

## Recorrido
Se inicia en el puente Ricardo Palma, que cruza el río Rímac. En sus primeras cuadras, destacan los altos edificios que antiguamente alojaban oficinas, y que en la actualidad, sirven como depósitos y fábricas de productos textiles, principalmente jeans. La primera cuadra es la más reciente de todo su recorrido, ya que fue abierta recién en los años 1940 y antes formaba parte de la iglesia y convento de San Francisco, aún pudiendo verse entre las construcciones los muros originales de ese convento. En la actualidad, aloja el cuartel general de la policía motorizada. 
En su segunda cuadra destaca la Plaza Bolívar, totalmente enrejada y detrás de ella el Palacio Legislativo. Las cuadras posteriores siguen dedicadas a la industria textil destacando en la cuadra cuatro las galerías de ropa deportiva. 
En la cuarta cuadra se levanta el edificio de la Biblioteca Nacional del Perú (cuya imagen aparece en el reverso de los billetes de 100 nuevos soles). Al frente de la biblioteca se encuentra uno de los locales que aloja a la Fiscalía de la Nación. En la cuadra quinta se levanta el edificio que anteriormente alojaba al Ministerio de Economía y Finanzas, y que fue construido durante el gobierno de Manuel A. Odría, durante el auge de construcciones que se dio en los años 1950. Actualmente, ese edificio aloja a varios juzgados de primera instancia (especialidad penal y contenciosa-administrativa) y a las fiscalías penales de nivel provincial y superior.
En la séptima cuadra se encuentra uno de los edificios más altos de la ciudad, el Edificio Alzamora Valdez, que fue también construido durante el gobierno de Manuel A. Odría para que alojara al Ministerio de Educación, pero que actualmente acoge a los juzgados de primera instancia civiles, laborales y de familia, así como seis de las ocho Salas Civiles y el local de la Presidencia de la Corte Superior de Lima. Este edificio es actualmente el local judicial que aloja el mayor número de órganos jurisdiccionales en todo el Perú. Al frente de este edificio se encuentra una galería icónica de la ciudad conocida como El Hueco, ya que se estableció en una excavación realizada, luego de la demolición del edificio que ocupaba esos terrenos. Se señala como punto inicial de la piratería, la venta de productos de contrabando y de medicinas adulteradas
En la octava cuadra se ubica el Parque Universitario, donde se encuentra ubicada la antigua Casona, donde antiguamente se encontraba el local de la Universidad Nacional Mayor de San Marcos. El resto del trayecto de la avenida tiene algunos locales comerciales hasta su fin en la avenida Miguel Grau.

## Galería

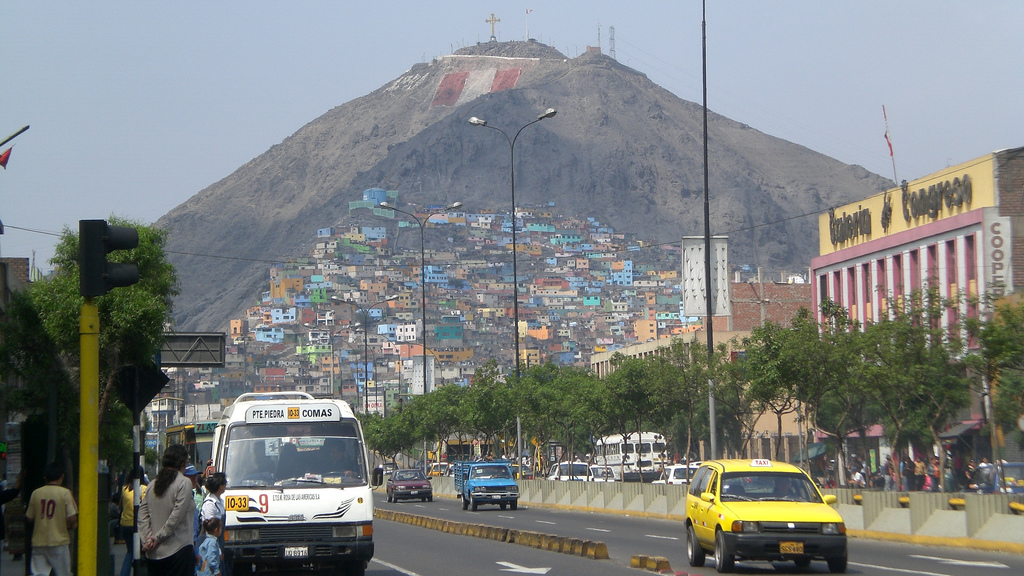
Primeras cuadras de la avenida Abancay
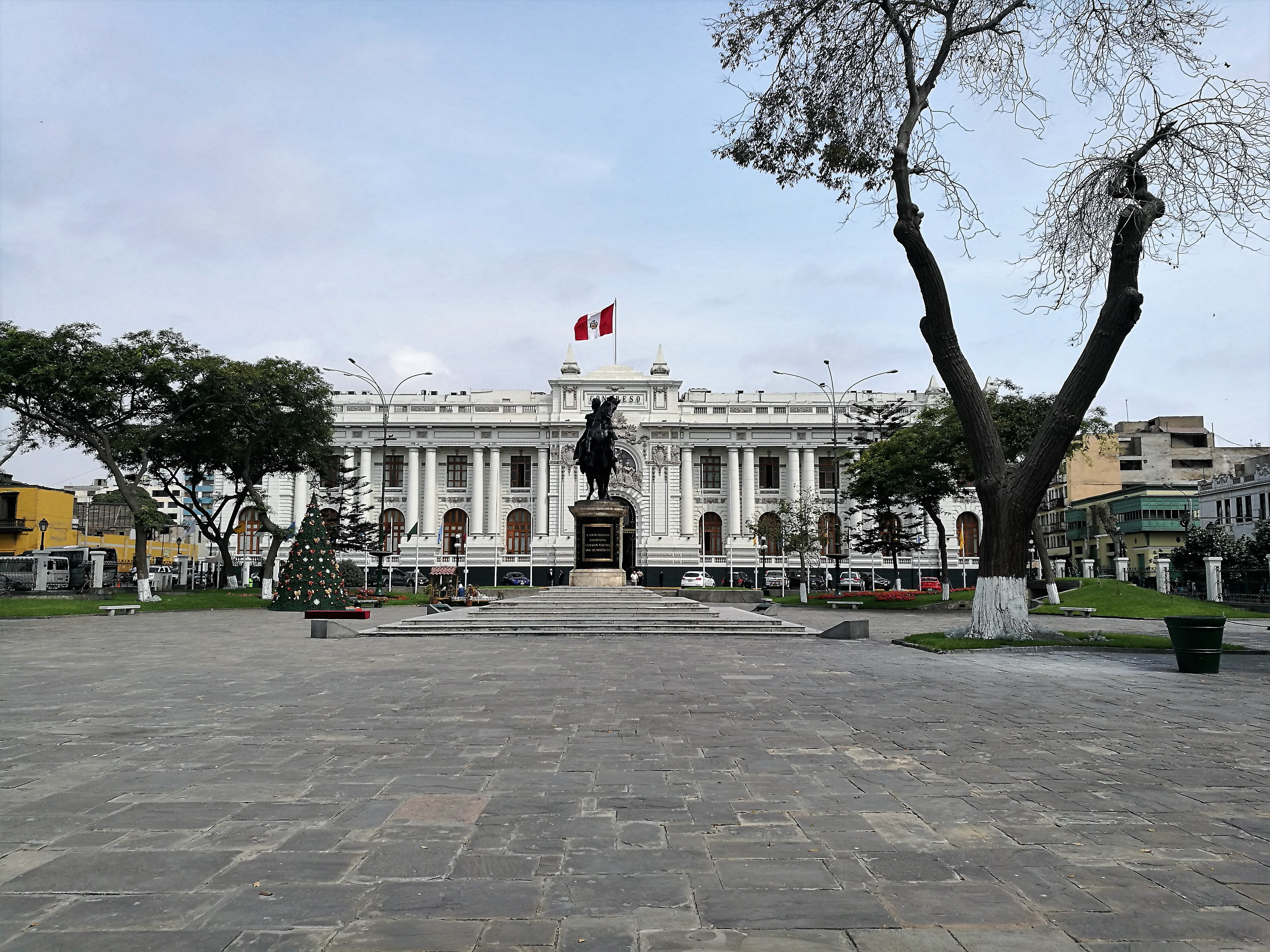
Vista de la Plaza Bolívar y el Palacio Legislativo
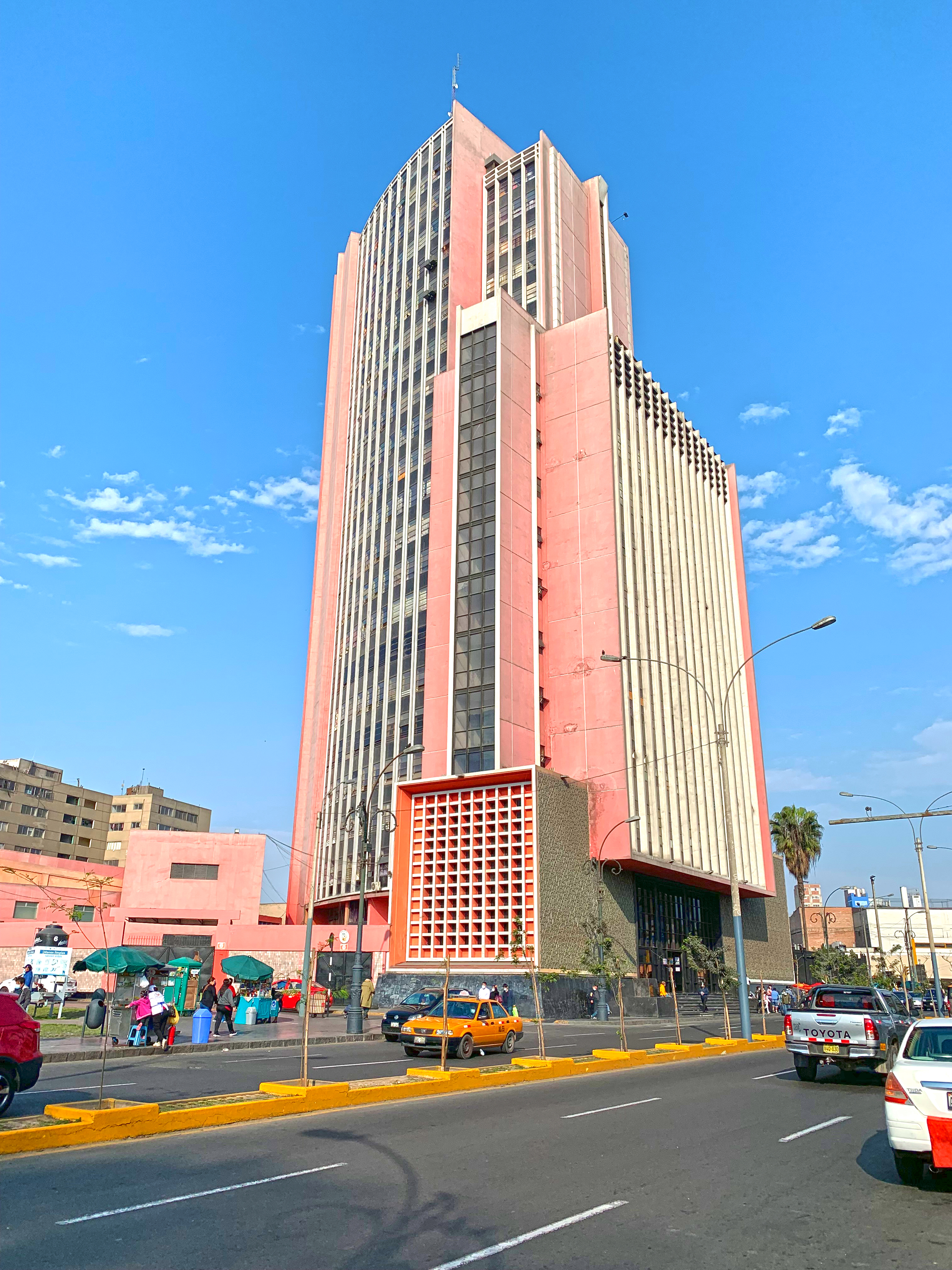
Edificio Javier Alzamora Valdez
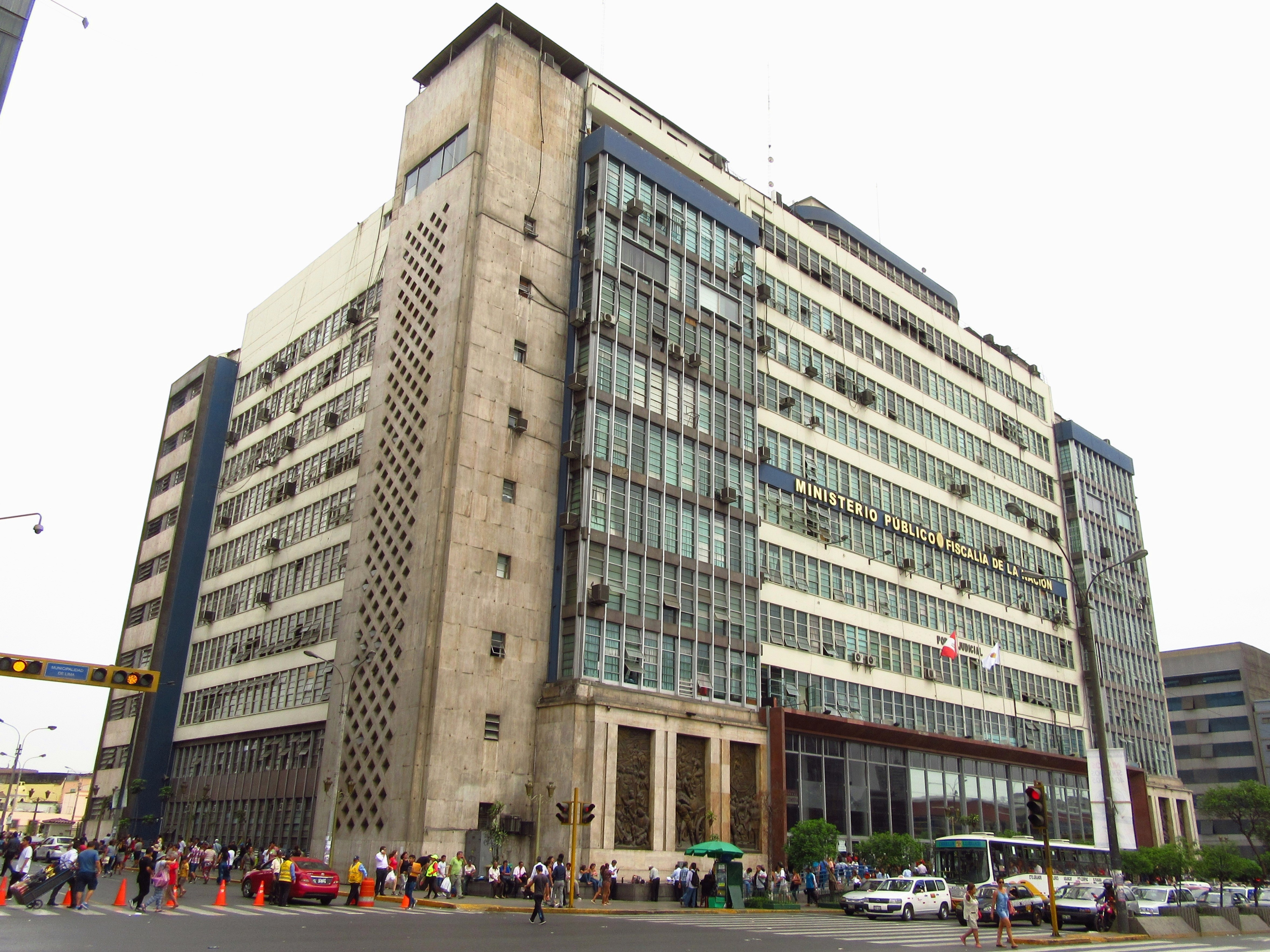
Edificio del Ministerio de Hacienda y Comercio, sede central del Ministerio Público del Perú